# Staunton (Indiana)
Staunton és una població dels Estats Units a l'estat d'Indiana. Segons el cens del 2000 tenia 550 habitants.

## Demografia
Segons el cens del 2000, Staunton tenia 550 habitants, 198 habitatges, i 152 famílies. La densitat de població era de 624,6 habitants/km².
Dels 198 habitatges en un 37,9% hi vivien nens de menys de 18 anys, en un 65,7% hi vivien parelles casades, en un 10,1% dones solteres, i en un 23,2% no eren unitats familiars. En el 19,7% dels habitatges hi vivien persones soles l'11,1% de les quals corresponia a persones de 65 anys o més que vivien soles. El nombre mitjà de persones vivint en cada habitatge era de 2,78 i el nombre mitjà de persones que vivien en cada família era de 3,19.
Per edats la població es repartia de la següent manera: un 30,2% tenia menys de 18 anys, un 8,9% entre 18 i 24, un 28,4% entre 25 i 44, un 20,5% de 45 a 60 i un 12% 65 anys o més.
L'edat mediana era de 33 anys. Per cada 100 dones de 18 o més anys hi havia 84,6 homes.
La renda mediana per habitatge era de 38.750 $ i la renda mediana per família de 43.125 $. Els homes tenien una renda mediana de 31.500 $ mentre que les dones 20.893 $. La renda per capita de la població era de 14.192 $. Entorn del 3,4% de les famílies i el 6,5% de la població estaven per davall del llindar de pobresa.

## Poblacions més properes
El següent diagrama mostra les poblacions més properes.